# 外藩蒙古王公
外藩蒙古王公是清朝外藩蒙古的王公。
清朝入八分公也在外藩蒙古实行。蒙古贵族爵位分为六等，即亲王（Чин ван）、郡王（Жүн ван）、贝勒（Бэйл）、贝子（Бэйс）、镇国公（Түшээ гүн）、辅国公（Туслагч гүн）；此六等以下还设有台吉（Тайж）、塔布囊（Тавнан），又分为四等，台吉、塔布囊的爵位相同，土默特左翼旗、喀喇沁三旗称塔布囊，其余旗称台吉。在外蒙古等处还设汗（Хан），地位高于和硕亲王，但无塔布囊而只设台吉。汗以下各等爵位有在职和闲散两种，在职者为扎萨克。一般封爵皆可世袭罔替。
在中华民国大陆时期（包括满洲国和自治新疆）和蒙古人民共和国成立后，伴随着革命和动乱，各地区的蒙古王公从1920年代到1940年代被先后废除。
本条目收录爵位在多罗郡王（含郡王品级多罗贝勒）以上的王公。标有符号*的为闲散亲王（郡王），其余为扎萨克亲王（郡王）。

## 内扎萨克蒙古

### 哲里木盟
- 科尔沁右翼中旗扎萨克土谢图亲王
- 科尔沁左翼中旗扎萨克达尔罕亲王
  - 科尔沁左翼中旗卓哩克图亲王*
  - 科尔沁左翼中旗郡王（温都尔王）*
- 科尔沁左翼后旗扎萨克博多勒噶台亲王
- 科尔沁左翼前旗扎萨克冰图郡王
- 科尔沁右翼前旗扎萨克扎萨克图郡王

### 卓索图盟
- 喀喇沁右翼旗扎萨克杜棱郡王

### 昭乌达盟
- 敖汉左翼旗扎萨克郡王
- 敖汉右翼旗郡王（清末授扎萨克）*
- 巴林右翼旗扎萨克郡王
- 翁牛特右翼旗扎萨克杜棱郡王
- 奈曼旗扎萨克达尔罕郡王

### 锡林郭勒盟
- 乌珠穆沁右翼旗扎萨克车臣亲王
- 阿巴噶右翼旗扎萨克卓哩克图郡王
- 阿巴噶左翼旗扎萨克郡王
- 苏尼特左翼旗扎萨克郡王
- 苏尼特右翼旗扎萨克杜棱郡王
- 浩济特左翼旗扎萨克额尔德尼郡王
- 浩济特右翼旗扎萨克郡王

### 乌兰察布盟
- 喀尔喀右翼旗扎萨克达尔罕贝勒
- 四子部落旗扎萨克达尔汗卓哩克图郡王

### 伊克昭盟
- 鄂尔多斯左翼中旗扎萨克郡王

## 外扎萨克蒙古

### 外喀尔喀

#### 土谢图汗部
- 土谢图汗
- 土谢图汗部右翼左旗扎萨克亲王
- 土谢图汗部左翼中旗扎萨克郡王
- 土谢图汗部中右旗扎萨克郡王

#### 赛音诺颜部
- 赛音诺颜旗扎萨克亲王
- 赛音诺颜部中左翼末旗扎萨克亲王
- 赛音诺颜部中右旗扎萨克郡王
- 赛音诺颜部右翼右后旗扎萨克郡王

#### 车臣汗部
- 车臣汗
- 车臣汗部左翼中旗扎萨克亲王
- 车臣汗部中右旗扎萨克郡王

#### 扎萨克图汗部
- 扎萨克图汗
- 扎萨克图汗部中左翼左旗扎萨克贝勒（郡王品级）

### 西套蒙古
- 阿拉善旗扎萨克亲王
- 额济纳土尔扈特旗扎萨克郡王

### 科布多
- 杜爾伯特汗
- 杜尔伯特前旗扎萨克亲王
- 杜尔伯特中旗扎萨克郡王
- 新土尔扈特右旗扎萨克弼哩克图郡王

### 青海蒙古
- 和硕特部前头旗扎萨克郡王
- 和硕特部西前旗扎萨克郡王
- 和硕特部前左翼头旗扎萨克郡王

### 新疆蒙古
- 旧土尔扈特卓哩克图汗
- 北路旧土尔扈特旗扎萨克布延图亲王
- 东路旧土尔扈特右旗扎萨克毕锡勒图郡王